# Oriol capnegre oriental
L'oriol capnegre oriental (Oriolus larvatus) és un ocell de la família dels oriòlids (Oriolidae).

## Hàbitat i distribució
Habita els boscos clars de l'Àfrica oriental i meridional, a Angola, sud-oest de la República Centreafricana, sud, sud-est, est i nord-est de la República Democràtica del Congo, est de Sudan del Sud, sud d'Etiòpia i sud de Somàlia, Ruanda, Burundi, Uganda, Kenya, Tanzània, Zàmbia, Malawi, Zimbabwe, Moçambic, nord de Namíbia, nord i est de Botswana i est i sud de Sud-àfrica.